# Critias
Pour les articles homonymes, voir Critias (homonymie).
Critias (en grec ancien Κριτίας / Kritías) est un homme politique, un philosophe présocratique, un orateur et poète athénien du Ve siècle av. J.-C., né sans doute entre 460 et 450 et mort en 403 av. J.-C., oncle de Platon. Son identification avec le personnage du même nom qui figure au début de trois œuvres de Platon, le Timée, le Charmide et le Critias, est généralement admise. Il est certain cependant qu’il ne faut pas le confondre avec Critias l’Ancien, son grand-père, fils de Dropidès, parent ou ami de Solon,.

## Biographie
Issu d'une famille aristocratique, il est connu pour sa beauté, son intelligence, son énergie et ses activités dans plusieurs domaines à la fois. Formé par les sophistes, disciple de Socrate selon Eschine, simple proche dans son entourage selon Xénophon, il semble que Critias ait commencé sa carrière politique parmi les partisans d'Alcibiade et qu'il ait agi pour son retour de bannissement. Sans doute fut-il lui aussi ostracisé : d'après Xénophon, il a mené alors une vie aventureuse en Thessalie. Selon le témoignage de l’orateur et biographe romain de langue grecque Philostrate d'Athènes, il rendit plus lourdes les tyrannies des cités thessaliennes par son influence politique.
Rentré à Athènes comme les autres exilés politiques lors de la défaite de 404 av. J.-C., il prit la direction du parti oligarchique, et fut élu « éphore » (le caractère officiel et public de cette fonction est douteux : il semble qu'il s'agisse d'une fonction interne au groupe des oligarques). Il fit partie du groupe de Trente Athéniens chargés par les Spartiates d'élaborer une constitution oligarchique mettant fin au régime démocratique. Cette commission s’étant transformée en une tyrannie — dite tyrannie des Trente — Critias prit un fort ascendant sur ses collègues et fit exécuter Théramène qui, jusque-là, en était le chef, et avec qui il avait noué une alliance quelque peu équivoque ; la modération de Théramène l’irritait ; Critias, qui aspirait au pouvoir absolu, prit lui-même la direction du procès de ce collègue en qui il avait fini par voir son plus dangereux adversaire. Il fut alors l’un des principaux responsables des massacres et des confiscations commis par la tyrannie, dans un climat de terreur, confirmant ainsi la formule que Xénophon lui prête, que « toutes les révolutions sont porteuses de mort ». Parmi les décrets qu'il prit figure l'interdiction d’enseigner la rhétorique, ce qui peut paraître étonnant de la part d'un élève des sophistes ; peut-être voulait-il réserver cet art à ceux qui détenaient le pouvoir. Il tombe en 403 à la bataille de Munychie, en combattant Thrasybule et les exilés.

## Jugement de la postérité
L’homme est décrit comme un « intellectuel brillant et stérile à la fois, plus pénétré du relativisme des sophistes que de la pensée de Socrate, d’une amoralité qui le libérait de tout scrupule et d’une cruauté qui le portait à toutes les violences. Ce nihiliste témoigne du degré de décomposition qu’avait atteint le civisme athénien dans certains milieux ». Dans son Essai sur les révolutions, Chateaubriand esquisse le portrait du tyran dans un parallèle avec la France révolutionnaire du XVIIIe siècle : « Athée par principe, sanguinaire par plaisir, tyran par inclination, Critias reniait, comme Marat, les dieux et les hommes. […] Critias disait, comme Marat, qu’il fallait à tout hasard faire tomber les principales têtes de la ville ».

## Œuvre
On ne possède plus de son œuvre littéraire que quelques fragments. L'un d'eux, un discours prononcé par Sisyphe dans une tragédie (voir l'extrait ci-dessous), affiche un athéisme rationaliste qui est bien dans l'esprit des sophistes de l'époque : selon lui, quelque malin législateur aurait inventé la crainte des dieux, donc les dieux eux-mêmes, pour mieux asseoir l’autorité des lois. Il faut songer cependant que les opinions professées par un personnage de théâtre ne sont pas forcément celles de l'auteur. Il reste aussi des fragments d'études que Critias avait rédigées sur la constitution de certains États grecs, des poèmes, mais plus rien des discours. On sait aussi qu'il avait composé des ouvrages philosophiques sous forme de dialogue et l'on s'est demandé s'il n'avait pas été en cela l'inspirateur de Platon.
Critias était poète : on a de lui quelques fragments, recueillis à Leipzig et publiés en 1827, et dans les Poetae elegiaci de Johann Schneidewein (juriste), publiés à Gœttingue en 1839. Cicéron dit que le style oratoire de Critias dans ses discours se distinguait de celui de Périclès par une plus grande prolixité. Quelques fragments de ses élégies ont subsisté et certains historiens supposent qu’il était l’auteur de Pirithoos et de Sisyphe, deux drames satyriques rangés au nombre des pièces perdues d’Euripide. Une tragédie du nom d’Atalante lui est également attribuée par Athénée,.

### Extrait duSisyphede Critias
« Il fut un temps où la vie des hommes était sans règle, comme celle des bêtes et au service de la force, où les hommes honnêtes n'avaient nulle récompense, ni les méchants, non plus, de punition. Je pense que c'est plus tard que les hommes établirent des lois punitives pour que la justice fût reine sur le genre humain et qu'elle maintînt les débordements en esclavage : on était châtié chaque fois qu'on commettait une faute. Plus tard, encore, comme les lois empêchaient les hommes de mettre de la violence dans les actes commis ouvertement, mais qu'ils en commettaient en cachette, c'est alors, je pense, que, pour la première fois, un homme avisé et de sage intention inventa pour les mortels la crainte de dieux, en sorte qu'il y eût quelque chose à redouter pour les méchants, même s'ils cachent leurs actes, leurs paroles ou leurs pensées. Voilà donc pourquoi il introduisit l'idée de divinité, au sens qu'il existe un être supérieur qui jouit d'une vie éternelle, qui entend et voit en esprit, qui comprend et surveille ces choses, qui est doté d'une nature divine : ainsi, il entendra tout ce qui se dit chez les mortels et sera capable de voir tout ce qui se fait. Si tu médites en secret quelque forfait, celui-ci n'échappera pas aux dieux, car il y a en eux la capacité de le comprendre. »

### Sextus Empiricus rapportant les propos de Critias
On retrouve aussi dans le texte Contre les mathématiciens de Sextus Empiricus, une exposition, sous forme de poème, de la pensée de Critias : « Et Critias, un de ceux qui furent tyrans à Athènes, semble appartenir au groupe des athées : il déclare que les anciens législateurs ont fabriqué la fiction de dieu, défini comme une puissance qui porterait son regard sur les actions justes et les fautes des hommes, afin que personne ne portât tort en cachette à son prochain, ayant toujours à se garder du châtiment des dieux. Voici comment il formule cette idée : »
En ce temps-là jadis, l’homme traînait sa vie

Sans ordre, bestiale et soumise à la force,

Et jamais aucun prix ne revenait aux bons,

Ni jamais aux méchants aucune punition

Plus tard les hommes, je le crois, ont pour punir

Institué des lois, pour que régnât le droit

Et que pareillement <également à tous>,

La démesure soit maintenue asservie

Alors on put châtier ceux qui avaient fauté.

Mais, puisque par les lois ils étaient empêchés

Par la force, au grand jour, d’accomplir leurs forfaits

Mais qu’ils les commettaient à l’abri de la nuit,

Alors, je le crois, <pour la première fois>,

Un homme à la pensée astucieuse et sage

Inventa la crainte <des dieux> pour les mortels

Afin que les méchants ne cessassent de craindre

« C’était, leur disait-il, comme un démon vivant

d’une vie éternelle. Son intellect entend

Et voit tout en tout lieu. Il dirige les choses

De par sa volonté. Sa nature est divine,

Par elle il entendra toute parole d’homme,

Et par elle il verra tout ce qui se commet.

Et si dans le secret encore tu médites

Quelque mauvaise action, cela n’échappe point

Aux dieux, car c’est en eux qu’est logée la pensée. »

D’avoir compte à rendre de ce qu’ils auraient fait,

Dit, ou encore pensé, même dans le secret :

Aussi introduit-il la pensée du divin.

Et c’est par ces discours qu’il donna son crédit

À cet enseignement paré du plus grand charme.

Quant à la vérité, ainsi enveloppée,

Elle se réduisait à un discours menteur,

Il racontait ainsi que les dieux habitaient

Un céleste séjour qui par tous ses aspects

Ne pouvait qu’effrayer les malheureux mortels.

Car il savait fort bien d’où vient pour les humains

La crainte, et ce qui peut secourir le malheur.

< Maux et biens > provenaient de la céleste sphère,

De cette voûte immense où brillent les éclairs,

Où éclatent les bruits effrayants du tonnerre ;

Mais où se trouve aussi la figure étoilée

De la voûte céleste, et la fresque sublime,

Le chef-d’œuvre du temps, architecte savant,

Où l’astre de lumière, incandescent, s’avance.

Et d’où tombent les pluies sur la terre assoiffée.

Voilà les craintes dont il entoura les hommes,

Par lesquelles il sut, par l’art de la parole,

Fonder au mieux l’idée de la Divinité,

Dans le séjour voulu ; et ainsi abolir

Avec les lois le temps de l’illégalité.
Puis, peu après, il conclut :
C’est ainsi, je le crois, que quelqu’un, le premier,

Persuada les mortels de former la pensée

Qu’il existe des dieux.